# Crims irlandesos. La desaparició
La desaparició és un telefilm de ficció criminal alemany del 2021 dirigit per Züli Aladag. És el tercer episodi de la sèrie de pel·lícules d'ARD Crims irlandesos. Désirée Nosbusch interpreta la sensible psicòloga policial Cathrin Blake, al costat de Declan Conlon, Mercedes Müller, Rafael Gareisen, Vincent Walsh i l'actor convidat Jonathan Delaney Tynan. S'ha doblat al català per TV3, que el va emetre per primer cop el 18 de setembre de 2022.
El rodatge va tenir lloc simultàniament amb el del quart episodi posterior, Perdó, del 23 de setembre al 22 de novembre de 2019 a la costa oest d'Irlanda i a Galway.
La pel·lícula es va projectar a l'ARD Mediathek el 23 de març de 2021. Es va emetre per primera vegada el 25 del mateix mes com a part de l'espai de thriller policial dels dijous en horari de màxima audiència al canal Das Erste. La primera emissió va ser vista per 5,72 milions d'espectadors, el que correspon a una quota de pantalla del 17,5%. Dels espectadors més joves, un 6,8% van decidir veure la pel·lícula.

## Sinopsi
És la nit de Samhain, quan més a prop s'està del món dels esperits. Dues amigues, la Holly i l'Amy, surten disfressades amb ganes de passar-ho bé. Aquest cop, l'estricte pare de la Holly els ho ha permès. Després del concert, tot tornant cap a casa amb el seu xicot, algú l'agredeix a ell i la segresta a ella. Tot el que té el pare per començar la investigació és un dit de la Holly que algú li ha deixat a la porta de casa.